# Monolexis caudatus
Monolexis caudatus är en stekelart som beskrevs av Szepligeti 1913. Monolexis caudatus ingår i släktet Monolexis och familjen bracksteklar. Inga underarter finns listade i Catalogue of Life.